# Mecanizado multieje
El mecanizado multieje es un proceso de mecanizado donde herramientas controladas por un ordenador de control numérico se mueven con 4 o más grados de libertad para producir piezas de metal u otros materiales por medio de fresado, corte con chorro de agua o corte con láser. 

## Generalidades
Las herramientas típicas de CNC son capaces de realizar traslaciones a lo largo de 3 ejes; las máquinas multieje también son capaces de realizar rotaciones alrededor de uno o de múltiples ejes.
Actualmente hay una gran cantidad de sistemas de software CAM (fabricación asistida por computadora) capaces de soportar mecanizado multieje, incluyendo software que puede automáticamente convertir recorridos de herramienta en 3 ejes a recorridos en 5 ejes.
Las máquinas multieje ofrecen varias mejoras sobre otras herramientas CNC con el coste de la complejidad añadida y por supuesto el precio de la máquina:
- La cantidad de trabajo disminuye si la pieza, en otro proceso alternativo, tuviera que ser girada o recolocada manualmente a lo largo del mecanizado.
- Puede ser obtenido un mejor acabado superficial a través de movimientos tangenciales de la herramienta durante el mecanizado.
- Piezas más complejas pueden ser fabricadas, en particular aquellas que tengan agujeros o mecanizados en curva.

El número de ejes para las máquinas multieje varía de 4 a 9. 
Cada eje de movimiento es llevado a cabo tanto a través de movimientos del soporte de la pieza como a través del movimiento de la herramienta. Puesto que la configuración de ejes puede variar, un mismo número de ellos en máquinas diferentes no asegura que los movimientos a realizar para llevar a cabo la operación sean los mismos.

## Configuraciones
Aunque el mecanizado multieje engloba otras operaciones además del fresado, las fresadoras son las máquinas herramientas multieje más extendidas, de ahí que las tipologías generales estén fuertemente influidas por su configuración. 

Pueden llegar a existir un gran número de posibilidades diferentes de combinación de ejes y movimientos, pero lo cierto es que las configuraciones generales se pueden resumir en 4 grandes grupos:
- Mesa/Mesa (Table/Table)

Todos los movimientos de rotación –excepto los del huso de la herramienta- son llevados a cabo por las mesas. La mesa rotatoria principal lleva sobre ella otra más pequeña, con un movimiento de rotación independiente con respecto a la primera.

En este tipo de fresadoras la pieza presenta la posibilidad de ser movida con respecto a la herramienta de forma independiente; en general este es el tipo más simple y extendido de plataforma multieje, ya que es fácilmente obtenible mediante el añadido de las mesas rotatorias a una máquina herramienta de 3 ejes lineales convencional.
- Cabezal/Mesa (Head/Table)

Además de una mesa rotatoria, estas máquinas tienen un cabezal basculante. De los tres grupos es posiblemente el más versátil por su capacidad para mecanizar piezas grandes y pesadas.

El cabezal basculante es el que lleva el peso de la herramienta y el que debe, por tanto, poder soportar las presiones y fuerzas de corte propias de cada proceso.
- Cabezal/Cabezal (Head/Head)

Se prescinde del movimiento en la mesa y es el cabezal el que realiza todas las rotaciones, consiguiendo así una completa orientación de la herramienta. Aunque pueden llegar a lograr complejas operaciones, su movimiento está limitado. Algunas de ellas no sólo son capaces de cambiar herramientas, sino el cabezal completo, lo que puede lograr mayor versatilidad.
- De más de 5 ejes

Se citan máquinas que pueden alcanzar hasta 100 ejes, si se da como válida la definición de una sola máquina a una integración de subsistemas. Independientemente de cuestiones numéricas, merece especial mención la existencia y preparación de brazos robóticos como sistemas multieje. 

De forma general puede ser relativamente simple preparar a un brazo robótico para una operación repetitiva de mecanizado, ya que del mismo modo que las máquinas herramientas, puede dar especificaciones de tolerancia y velocidad de operación muy altas, además de contar con paquetes de software y control específicos para la realización de movimientos y operaciones.

Ejemplos de este tipo de configuración pueden encontrarse fácilmente en la red para diferentes aplicaciones.

## Software
En la actualidad las soluciones CAD/CAM permiten la integración en el proceso de diseño de un estudio rápido de posibilidades de fabricación, así como una programación real de operaciones en la máquina herramienta. 

Otras soluciones disponibles van dirigidas a la generación de código de manera más independiente, pero en todo caso con la posibilidad de incluir la información del modelo 3D, que el software se encarga de traducir en operaciones de mecanizado de manera automática. 

Aunque el software se encarga de la mayor parte del trabajo, es requerido un supervisor humano que revise la definición de movimientos y operaciones para comprobar que el programa tiene todos los parámetros en cuenta; esto se realiza mediante la visualización de una simulación de las operaciones, en las que un supervisor entrenado es capaz de prever los problemas que el software no sea capaz de detectar. En cualquier caso, la adición al proceso de la definición de movimientos automática, se traduce en una dramática reducción de tiempo de preparación e ingeniería.

El precio para todas estas soluciones oscila, pudiendo llegar a las decenas de miles de USD, en soluciones que parecen sólo disponibles para iniciativas empresariales. 
Existe al menos una versión en código GPL que aunque no funciona de manera directa con programas de diseño de sólidos, sí es capaz de programar operaciones en caso de que el modelo esté dado en formatos tales como el generado por el programa 3D Studio Max y Gmax.

## Algunas aplicaciones
Una característica propia de estos sistemas es la versatilidad, lo que posibilita su integración en casi cualquier actividad de fabricación. Se destacan 5, de las cuales las 4 primeras son puramente profesionales.
- Industria del automóvil

Aunque hay más utilidades del mecanizado multieje, hay dos tipos principales de uso en la industria del automóvil: el orientado al prototipado rápido de piezas y el de corte con láser de planchas, ya sea en las etapas previas de proveedores o en la propia cadena de producción. 

- Industria aeronáutica

Las formas, tolerancias y requerimientos generales de fabricación para la industria aeronáutica han sido los principales impulsores del desarrollo de este tipo de tecnología de fabricación.

Aún antes de la aparición del control numérico como tal, se empezó a desarrollar el mecanizado multieje. Existen referencias de proyectos para la Fuerza Aérea de los Estados Unidos en los años 50. 

En la actualidad existen numerosos tipos de máquinas multieje aplicadas al sector aeronáutico. Para el mecanizado más "tradicional" los modelos de mesa/cabezal están ampliamente extendidos.

Para mecanizados más problemáticos, las soluciones cabezal/cabezal son la única solución posible, al lograr mecanizando de forma simétrica no producir desequilibrios en la pieza.

Para mecanizados grandes o de fabricación de moldes para material compuesto, se opta por soluciones del tipo "gantry" o puente grúa, al final del cual existe típicamente un cabezal orientable capaz de efectuar el mecanizado de las geometrías requeridas.
- Fabricación naval

La fabricación de moldes para material compuesto es una aplicación extendida de uso en la industria naval. 

Quizás la más típica sea el problema más intuitivo a resolver por este tipo de tecnología de fabricación: el mecanizado de hélices impulsoras.
- Arte/Cine

Las posibilidades de rapidez de fabricación y fácil realización de lo que en principio son geometrías complejas del mecanizado multieje, pueden ser utilizadas en multitud de espacios no industriales. La industria cinematográfica es un buen ejemplo, al ofrecer la posibilidad de superar la barrera del precio de adquisición y explotación de estos sistemas 

Conviene observar que el tipo de máquinas que son requeridas para este tipo de aplicaciones son las de tipo brazo robótico, si bien existen compañías que también usan otros tipos de configuraciones
- DIY

Por último cabe destacar que existen iniciativas del tipo DIY para poder desarrollar de forma personal o para pequeñas empresas soluciones de mecanizado mutieje propias.